# Hanna Saporoschanowa
Hanna Oleksandriwna Saporoschanowa (ukrainisch Ганна Олександрівна Запорожанова; * 9. August 1979 in Kiew) ist eine ehemalige ukrainische Tennisspielerin.

## Karriere
Saporoschanowa konnte während ihrer Karriere drei Einzel- und acht Doppeltitel des ITF Women’s Circuit gewinnen. Auf der WTA Tour verlor sie mit den Warsaw Cup by Heros 2000 und Tashkent Open 2000 zwei Endspiele im Doppel, jeweils mit Iroda Toʻlaganova als Doppelpartnerin. Beim Ersten in Warschau gegen Tathiana Garbin/Janette Husárová mit 3:6, 1:6 und in Taschkent gegen Li Na/Li Ting mit 6:3, 2:6 und 4:6.
Für ihr Geburtsland nahm sie an den Olympischen Sommerspielen 2000 im Doppel in Sydney teil, das sie an der Seite von Olena Tatarkowa bestritt. In der ersten Runde gewannen sie mit 6:3 und 7:64 gegen das taiwanesische Team Janet Lee/Weng Tzu-ting. Im Achtelfinale kam dann das Aus gegen die an Position 1 gesetzten Französinnen Julie Halard-Decugis/Amélie Mauresmo mit 2:6 und 4:6.

## Turniersiege

### Einzel
| Nr. | Datum          | Turnier   | Kategorie   | Belag           | Finalgegnerin   | Ergebnis      |
| --- | -------------- | --------- | ----------- | --------------- | --------------- | ------------- |
| 1.  | September 1998 | Constanța | ITF $10.000 | Sand            | Alice Pirsu     | 7:6, 6:1      |
| 2.  | Juli 1999      | Tallinn   | ITF $10.000 | Sand            | Kaia Kanepi     | 6:3, 6:3      |
| 3.  | Dezember 2002  | Průhonice | ITF $25.000 | Teppich (Halle) | Sofia Arvidsson | 4:6, 6:4, 6:4 |

### Doppel
| Nr. | Datum          | Turnier     | Kategorie   | Belag             | Partnerin           | Finalgegnerinnen                        | Ergebnis      |
| --- | -------------- | ----------- | ----------- | ----------------- | ------------------- | --------------------------------------- | ------------- |
| 1.  | September 1997 | Cluj-Napoca | ITF $10.000 | Sand              | Tatiana Kovalchuk   | Adriana Barna Magda Mihalache           | 6:4, 5:7, 6:3 |
| 2.  | Februar 1998   | Birkenhead  | ITF $10.000 | Hartplatz (Halle) | Giulia Casoni       | Natalja Jegorowa Olga Iwanowa           | 6:3, 6:2      |
| 3.  | Februar 2000   | Jersey      | ITF $10.000 | Hartplatz (Halle) | Jelena Bowina       | Selima Sfar Joanne Ward                 | 6:3, 6:2      |
| 4.  | Februar 2000   | Birmingham  | ITF $10.000 | Hartplatz (Halle) | Jelena Bowina       | Natalja Jegorowa Jekaterina Syssojewa   | 6:3, 6:4      |
| 5.  | August 2000    | Ettenheim   | ITF $50.000 | Hartplatz         | Nadseja Astrouskaja | Mariana Díaz-Oliva María Emilia Salerni | 6:4, 6:2      |
| 6.  | Juni 2002      | Kiew        | ITF $10.000 | Sand              | Tatiana Kovalchuk   | Darja Kustawa Magdalena Marszałek       | 6:2, 6:3      |
| 7.  | Mai 2003       | Lwiw        | ITF $10.000 | Sand              | Anna Bastrikova     | Marija Korytzewa Iryna Brémond          | 6:4, 6:4      |
| 8.  | Mai 2007       | Tscherkassy | ITF $10.000 | Sand              | Katerina Avdiyenko  | Nadija Kitschenok Ljudmyla Kitschenok   | 7:6, 6:2      |

## Abschneiden bei Grand-Slam-Turnieren

### Doppel
| Turnier         | 2000 | Karriere |
| --------------- | ---- | -------- |
| Australian Open | —    | —        |
| French Open     | —    | —        |
| Wimbledon       | —    | —        |
| US Open         | 1    | 1        |